# Момина сълза
 Тази статия е за растението.  За селото в Южна България вижте Момина сълза (село).  
Момината сълза (Convallaria majalis) е вид тревисто растение от семейство Рускусови (Ruscaceae).
Расте в храсталаците и горите, главно в широколистните, в умерения пояс на Северното полукълбо.

## Описание
Момината сълза е многогодишно тревисто растение с тънко, закръглено, до почти триръбесто, безлистно цветоносно стъбло и пълзящо хоризонтално коренище. В основата на стъблото се развиват 2, рядко - 3 листа с ципесто влагалище, дълги до 20 cm. Те са целокрайни, продълговати, елиптични и заострени, с надлъжно жилкуване и дълги дръжки. На върха на стъблото в гроздовидни съцветия се намират цветовете, които са единични, рядко двойни. Разположени са в пазвите на малки белезникави, линейни и ланцетни прицветници, като съцветието е с до 20 цветчета. Цветовете са бели, звънчевидни, увиснали с къси дръжки, двуполови, с 6 сраснати венчени листчета и 6 тичинки. 
Плодът е кълбовидна, червена многосеменна ягода (малко плодче); той  не се яде, тъй като е силно отровен. Също така и цветовете, въпреки че са с много приятна миризма и растението е медоносно и лечебно, съдържат отровното вещество конвалатоксин (Convallatoxin), а в една или друга степен - и всички останали части от растението, включително листата и коренищата. Конвалотоксинът може да причини повишение на кръвното налягане, последвано от аритмия и смърт.

## Химичен състав
Цялото растение съдържа сърдечно действуващи гликозиди – в листата около 0,2 – 0,3%, а в цветовете до 0,5%. Установени са около 20 гликозида. Основният гликозид е конвалотоксин, който при хидролиза се разпада на агликона строфантидин и L-рамноза. Изолирани са също така и гликозидите конвалатоксол, конвалозид, локундиозид и др. В листата се съдържа стероидният сапонин конваларин, флавоноиди – производни на изорамнетина и кверцетина, хелидонова киселина. В цветовете се съдържа етерично масло с фарнезол.

## Парфюм
Парфюмите с този аромат са главно синтетични (добити изкуствено по химически път). Използването на момината сълза в парфюмерията е ограничено, поради ниския добив на етеричното й масло . Цветовете се берат през време на цъфтежа, февруари-март. Сушат се на сянка или в сушилня до 40 градуса по Целзий.

## Други
На момината сълза са наречени улици в кварталите „Симеоново“ и „Суходол“ в София (Карта).